# Chaetomium nepalense
Chaetomium nepalense är en svampart som först beskrevs av Udagawa & Y. Sugiy., och fick sitt nu gällande namn av Arx 1985. Chaetomium nepalense ingår i släktet Chaetomium och familjen Chaetomiaceae.   Inga underarter finns listade i Catalogue of Life.